# Krajowe Eliminacje do Konkursu Piosenki Eurowizji 2018
Krajowe Eliminacje do Konkursu Piosenki Eurowizji 2018 – polskie selekcje mające na celu wyłonienie reprezentanta Polski na 63. Konkurs Piosenki Eurowizji, organizowany w Lizbonie. Finał odbył się 3 marca w holu siedziby TVP przy ul. Woronicza 17.
Finał konkursu wygrali Gromee i Lukas Meijer z utworem „Light Me Up”. Piosenka zdobyła łącznie 20 punktów w głosowaniu jurorów oraz telewidzów.

## Geneza organizacji konkursu
W 2017 Telewizja Polska potwierdziła udział w 63. Konkursie Piosenki Eurowizji, organizowanym w Lizbonie w maju 2018 i ogłosiła, że reprezentant kraju zostanie wybrany w ramach krajowych eliminacji.

## Przebieg konkursu

### Czas i miejsce konkursu
Zgodnie z konsultowanym planem programowym na rok 2018, polskie eliminacje do 63. Konkursu Piosenki Eurowizji miały odbyć się w lutym 2018. Później potwierdzono, że finał odbędzie się 3 marca. Na miejsce konkursu wybrano hol siedziby TVP przy ul. Woronicza 17 w Warszawie. Koncert był transmitowany w godzinach 21:25–23:05 na antenie TVP1 i TVP Polonia.

### Zgłaszanie utworów
Proces nadsyłania propozycji przez twórców ruszył 22 grudnia 2017. Wszystkie nadesłane propozycje musiały spełniać warunki regulaminu konkursu: musiały posiadać tekst w języku polskim lub angielskim, nie mogły trwać dłużej niż trzy minuty oraz nie mogły zostać opublikowane przed 1 września 2017. Każdy z wykonawców mógł zgłosić więcej niż jedną piosenkę. Zniesiono też zasadę mówiącą o tym, że zgłaszający się wykonawca oraz autorzy piosenki muszą posiadać polskie obywatelstwo. Termin nadsyłania propozycji minął 1 lutego 2018. Zgodnie z zapowiedziami TVP, w związku z nadesłaniem „rekordowej liczby zgłoszeń” (260 propozycji), lista finalistów została opublikowana 8 lutego.

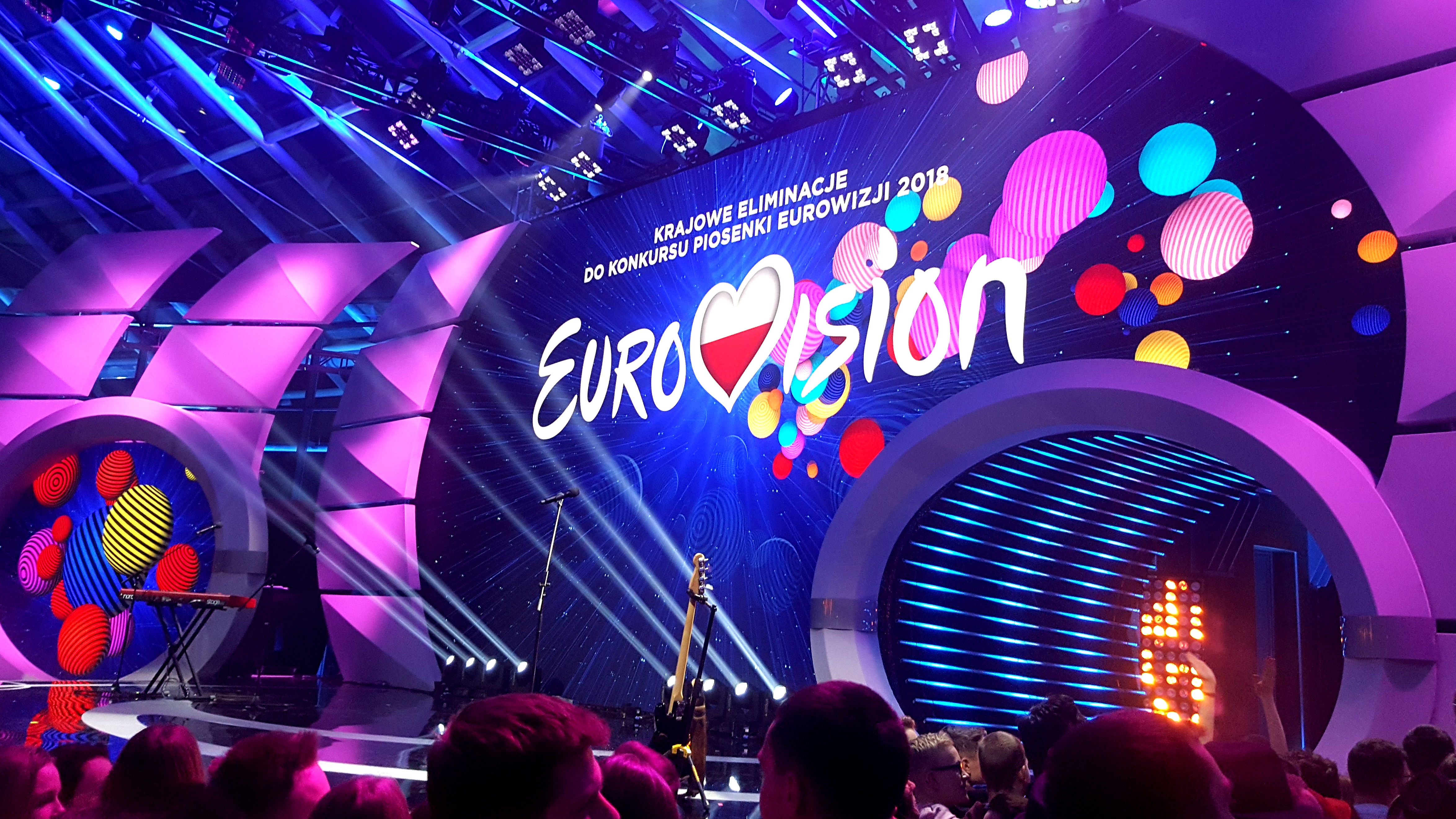
Scena konkursowa

Lista uczestników koncertu finałowego została opublikowana 8 lutego 2018, znaleźli się na niej następujący wykonawcy:
- Saszan – „Nie chcę Ciebie mniej”
- Monika Urlik – „Momentum”
- Isabell Otrębus – „Delirium”
- Ifi Ude – „Love Is Stronger”
- Future Folk – „Krakowiacy i górale”
- Gromee feat. Lukas Meijer – „Light Me Up”
- Marta Gałuszewska – „Why Don’t We Go”
- Pablosson – „Sunflower”
- Maja Hyży – „Skin”
- Happy Prince – „Don’t Let Go”

Chęć udziału w selekcjach wyrazili wykonawcy, tacy jak m.in. Brathanki (z utworem „W niedzielę”), Ramona Rey („Euvi”), Agata Nizińska („Dobro Zło”), Leszek Stanek („Lost Boy”), Lidia Kopania („Scars Are Beautiful”), Tre Voci („Esistera”), Tomasz Dolski („Spotlight”), Kasia Nova („Zamykam serce”), Dorota Osińska („Stop the Show”), Bartek Wrona („Mari”), Marta Świątek-Stanienda i Romuald Lipko („World Is Mine”), Girls on Fire („Break the Walls”), Mariusz Wawrzyńczyk („To tylko chwila”), Brian Allen („Rock This Party”), United States of Emotion („Fleeting Moments” i „Reborn”), Zenon Boczar („Smile” i „Scream”), Kamil Olivier („Up and Away”), Krzysztof Kreft („Donikąd”), Arkadiusz Matuszak („Remember”), Julia Jaroszewska („Nie uciekaj”), Galaxy Hunter („Home Free” i „Still Going Strong”), Jola Tarnawa („Bez końca”), Kuba Jasiecki („My Time/Ten czas”), Daria Barszczyk („Freedom”), Kuba Zaborski („Flow”), Jan Stosur („Ile jesteś wart”), Katarzyna Wisińska („Poleć ze mną”), Alan Cyprysiak („Can’t Stop Loving You”), Clödie („Go!”), Vasilije Ojdanović („Go Away”), Krzysztof Ster („Angels and Devils”), Mariusz „MAU” Gozdek („Broken Record”), Wojtek Kubiak („Satisfied”), Karolina Linowska („Sugar Heads"), Elysa („Famous” feat. JQ), Doncow („Tina”), Anna Rydz („Scared to Love”), Fubu („What If” feat. Natalia B), Malinsky („Love Fuel”), Agnieszka Wiechnik („A Liar”), Joanna („Running Away”), Julian Lesiński („Like a Stream”), Yellow („Light It Up” feat. Daria Kaczmarek), Patryk Smolarek („Master!”), Karol Wnuk („#Power”), Karolina Pop („In Simple Words/W prostych słowach”), Two of Us („Kiss of a Million Stars”), KEstrella („Za szklaną ścianą”), KoY („#1000Mil” i „Biegnij”), Barbara Janyga („Never Forget”), Damian Rybicki („Wpuść mnie”), Władisław Majak („We Are on a High”), Szymon Tkaczyk („Teresa”), Ewelina Łukaszyk („I’ll Be Fine”), Marta Olejarz („All About Us”), The Party Is Over („Lato”), Operate („Above”), Joanna Popik („Królowa śniegu”), Gevorg Harutyunyan („Stand Up”), Michael Casey („Drum of My Heart”), Sofi Lapina („Castles”), Octavia Kay („I Just Wanna Love”), Jelena Matula („I Like”), Karolina Omilian („On Your Road to Happiness”), Johnny Badulescu („Devoted”), Grzegorz Stawicki („Jeszcze wierzę”), Justyna Sawicka („Niezgoda”) i Stashka.

### Prowadzący i jurorzy
W lutym potwierdzono, że koncert finałowy poprowadzi Artur Orzech, dziennikarz i wieloletni komentator Konkursu Piosenki Eurowizji. 28 lutego TVP poinformowała, że w komisji jurorskiej, oceniającej wszystkie występy konkursowe, zasiądą: piosenkarki Maryla Rodowicz i Kasia Moś, producent muzyczny Tabb, muzyk Jan Borysewicz oraz piosenkarz i tancerz Stefano Terrazzino.

### Goście specjalni
Podczas koncertu finałowego gościnnie wystąpił Måns Zelmerlöw, laureat 60. Konkursu Piosenki Eurowizji; otworzył koncert wykonaniem piosenki „Heroes”, w trakcie interwałów zaśpiewał singiel „Happyland”. W przerwie na głosowanie telewidzów wystąpili też byli reprezentanci Polski w konkursie: zespół Blue Café z piosenką „Buena” i Kasia Moś z utworem „Flashlight”.

## Wyniki
Zwycięzca eliminacji został wybrany poprzez głosowanie jurorów oraz telewidzów, którzy mogli oddać głosy za pomocą wiadomości SMS.
| Lp. | Wykonawca                 | Piosenka                | Język     | Punkty  | Punkty   | Punkty | Miejsce |
| Lp. | Wykonawca                 | Piosenka                | Język     | Jurorzy | Widzowie | Suma   | Miejsce |
| --- | ------------------------- | ----------------------- | --------- | ------- | -------- | ------ | ------- |
| 1   | Pablosson                 | „Sunflower”             | angielski | 1       | 1        | 2      | 10      |
| 2   | Marta Gałuszewska         | „Why Don’t We Go”       | angielski | 6       | 8        | 14     | 5       |
| 3   | Maja Hyży                 | „Błysk”                 | polski    | 4       | 3        | 7      | 7       |
| 4   | Future Folk               | „Krakowiacy i górale”   | polski    | 2       | 5        | 7      | 8       |
| 5   | Isabell Otrębus           | „Delirium”              | angielski | 3       | 2        | 5      | 9       |
| 6   | Gromee feat. Lukas Meijer | „Light Me Up”           | angielski | 8       | 12       | 20     | 1       |
| 7   | Happy Prince              | „Don’t Let Go”          | angielski | 12      | 7        | 19     | 2       |
| 8   | Saszan                    | „Nie chcę Ciebie mniej” | polski    | 5       | 4        | 9      | 6       |
| 9   | Ifi Ude                   | „Love Is Stronger”      | angielski | 10      | 6        | 16     | 4       |
| 10  | Monika Urlik              | „Momentum”              | angielski | 7       | 10       | 17     | 3       |

### Szczegółowe wyniki głosowania jury
| Lp. | Piosenka                | Jury            | Jury | Jury           | Jury      | Jury               | Suma punktów |
| Lp. | Piosenka                | Maryla Rodowicz | Tabb | Jan Borysewicz | Kasia Moś | Stefano Terrazzino | Suma punktów |
| --- | ----------------------- | --------------- | ---- | -------------- | --------- | ------------------ | ------------ |
| 1   | „Sunflower”             | 2               | 1    | 1              | 1         | 1                  | 6            |
| 2   | „Why Don’t We Go”       | 5               | 3    | 7              | 6         | 4                  | 25           |
| 3   | „Błysk”                 | 3               | 6    | 4              | 5         | 2                  | 20           |
| 4   | „Krakowiacy i górale”   | 1               | 2    | 6              | 4         | 3                  | 16           |
| 5   | „Delirium”              | 4               | 4    | 2              | 3         | 6                  | 19           |
| 6   | „Light Me Up”           | 12              | 12   | 3              | 7         | 8                  | 42           |
| 7   | „Don’t Let Go”          | 10              | 8    | 10             | 12        | 12                 | 52           |
| 8   | „Nie chcę Ciebie mniej” | 6               | 5    | 5              | 2         | 5                  | 23           |
| 9   | „Love Is Stronger”      | 8               | 10   | 8              | 10        | 10                 | 46           |
| 10  | „Momentum”              | 7               | 7    | 12             | 8         | 7                  | 41           |

## Faworyt OGAE Polska
Członkowie Stowarzyszenia Miłośników Konkursu Piosenki Eurowizji OGAE Polska 2 marca 2018 wytypowali swoich faworytów. Poniżej zaprezentowane zostały wyniki plebiscytu organizowanego przez stowarzyszenie.
| Lp. | Wykonawca                 | Piosenka      | Punkty |
| --- | ------------------------- | ------------- | ------ |
| 1.  | Gromee feat. Lukas Meijer | „Light Me Up” | 1361   |
| 2.  | Isabell Otrębus           | „Delirium”    | 1048   |
| 3.  | Monika Urlik              | „Momentum”    | 960    |

## Oglądalność
Krajowe Eliminacje do Konkursu Piosenki Eurowizji 2018 obejrzało średnio 1,7 miliona widzów.